# Gornji Borki
Gornji Borki falu Horvátországban Belovár-Bilogora megyében. Közigazgatásilag Szircshez tartozik.

## Fekvése
Daruvártól légvonalban 12, közúton 16 km-re délkeletre, községközpontjától légvonalban 10, közúton 14 km-re északkeletre, Nyugat-Szlavóniában, a Papuk-hegység területén, a Pakra-patak völgye feletti magaslaton fekszik.

## Története
A térség a 17. század végén szabadult fel a török uralom alól. A kihalt területre a parlagon heverő földek megművelése és a határvédelem céljából a 18. század első felében Bosznia területéről telepítettek szerb anyanyelvű lakosságot. A 18. század közepén a daruvári és szircsi uradalmat daruvári Jankovich Antal Pozsega vármegye alispánja vásárolta meg. Az első katonai felmérés térképén Donji és Gornji Borki falvakat még az egységes „Dorf Borczi” néven találjuk. 
Lipszky János 1808-ban Budán kiadott repertóriumában „Borki” néven szerepel. Nagy Lajos 1829-ben kiadott művében „Borki” néven 95 házzal, 551 ortodox vallású lakossal találjuk. A Magyar Királyságon belül Horvát–Szlavónország részeként, Pozsega vármegye Daruvári járásának része volt. 
1857-ben 149, 1910-ben 1.002 lakosa volt. 1910-ben a népszámlálás adatai szerint teljes lakossága szerb anyanyelvű volt. Az I. világháború után 1918-ban az új szerb-horvát-szlovén állam, majd később (1929-ben) Jugoszlávia része lett. 1941 és 1945 között a németbarát Független Horvát Államhoz, a háború után a település a szocialista Jugoszláviához tartozott. 1991-től a független Horvátország része. 1991-ben teljes lakossága szerb nemzetiségű volt. A délszláv háború idején kezdetben szerb ellenőrzés alatt állt. A horvát erők az Orkan-91 hadművelet második fázisában 1991. december 13. és 15. között foglalták vissza. A szerb lakosság nagy része elmenekült. 2001-ben a kihalt szomszédos Zaila falu területét is ide csatolták. 2011-ben már a falunak sem volt állandó lakossága.

## Lakossága
| Lakosság változása | Lakosság változása | Lakosság változása | Lakosság változása | Lakosság változása | Lakosság változása | Lakosság változása | Lakosság változása | Lakosság változása | Lakosság változása | Lakosság változása | Lakosság változása | Lakosság változása | Lakosság változása | Lakosság változása | Lakosság változása |
| ------------------ | ------------------ | ------------------ | ------------------ | ------------------ | ------------------ | ------------------ | ------------------ | ------------------ | ------------------ | ------------------ | ------------------ | ------------------ | ------------------ | ------------------ | ------------------ |
| 1857               | 1869               | 1880               | 1890               | 1900               | 1910               | 1921               | 1931               | 1948               | 1953               | 1961               | 1971               | 1981               | 1991               | 2001               | 2011               |
| 149                | 147                | 118                | 362                | 565                | 1.002              | 610                | 486                | 257                | 367                | 332                | 198                | 114                | 94                 | 15                 | 0                  |

## Nevezetességei
- A falu területén található a Turska kula (Török torony) nevű régészeti lelőhely, ahol a helyi lakosság egy ismeretlen eredetű erődítmény maradványait feltételezte.

- A falu pravoszláv haranglába, melyet lakói egykor templom helyett építettek ma már elég instabil állapotban van.